# 华荣林
華榮林，男，中國共產黨黨員。中華人民共和國政治人物、軍事人物。曾任武警少將警銜，中共十九大代表，貴州省武警總隊司令員，武警8730部队队长。